# Port Authority Trans-Hudson

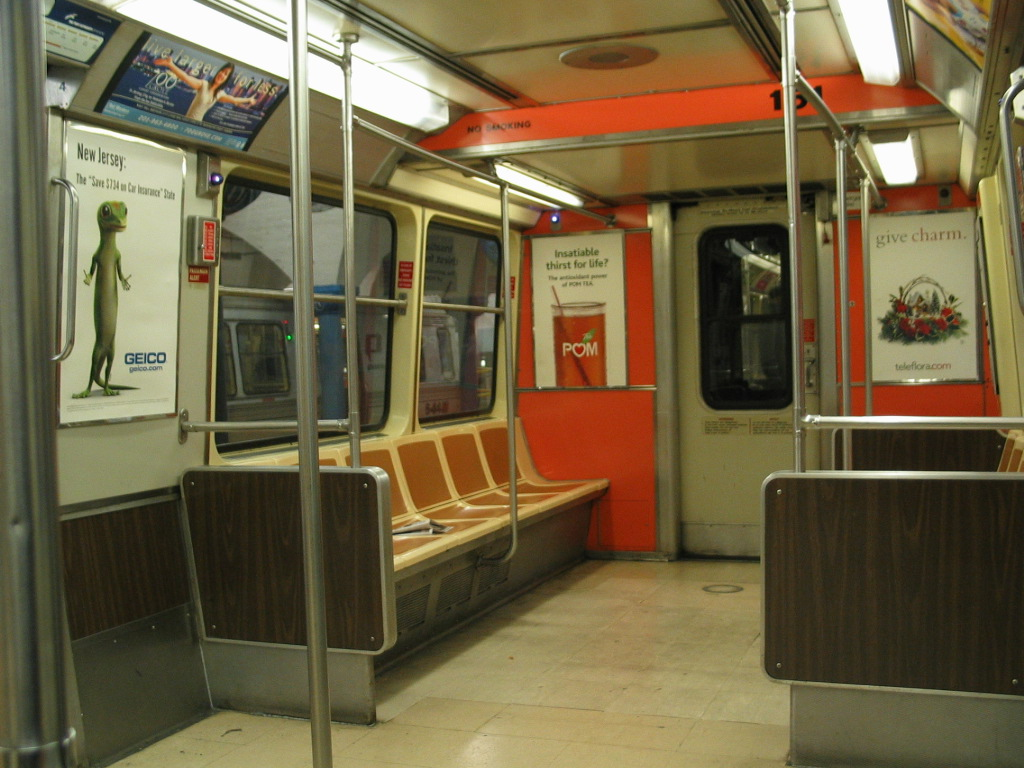
Port Authority Trans-Hudson van binnen

PATH, of voluit Port Authority Trans-Hudson, is een metroachtig netwerk dat dienstdoet tussen Lower en Midtown Manhattan in New York en Hoboken, Harrison, Jersey City en Newark in New Jersey. Het netwerk bestaat uit dertien stations, vier lijnen en een traject van 22 kilometer.
PATH is het enige New Yorkse spoornetwerk dat 24 uur per dag en zeven dagen per week rijdt. In 2018 werden 81.733.402 passagiers vervoerd, per werkdag waren het er 280.859.

## Geschiedenis
De PATH opende in 1908 als Hudson and Manhattan Railroad (H & M Railroad), de eerste ondergrondse voorstadsspoorlijn van New York. Toen reed de trein door de Uptown Hudson Tubes tussen Hoboken en 19th Street in New York.
- 1908 : De tunnels tussen Hoboken Terminal en 19th Street werden geopend
- 1908 : Het traject werd verlengd van 19th Street op Manhattan naar 23rd Street
- 1909 : De verbinding door de Downtown Hudson Tubes van de Hudson Terminal in Lower Manhattan naar Exchange Place in Jersey City werden geopend
- 1909: Nieuwe connectie in New Jersey van Exchange Place naar Hoboken
- 1910: De H&M Railroad werd van Exchange Place westelijk verlengd naar Grove Street
- 1910: Het traject werd op Manhattan verlengd van 23rd Street naar 33rd Street
- 1910: Station 33rd Street krijgt toegang vlak bij ingang Penn Station in Manhattan
- 1911: Het traject werd in New Jersey westelijk verlengd naar Manhattan Transfer
- 1911: Nieuw geopend traject naar Park Place in New Jersey en de Hudson and Manhattan Railroad werd verlengd naar Penn Station in New Jersey

Het belangrijkste station in beheer van de H & M Railroad voor Midtown Manhattan werd dus 33rd Street, het oorspronkelijke station in Lower Manhattan was Hudson Terminal. De Hudson & Manhattan Railroad bleef groeien en beleefde in 1927 een hoogtepunt met 113 miljoen vervoerde passagiers dat jaar. Dat aantal daalde daarna snel vanwege de opening van de Holland Tunnel, de beurskrach van 1929 en de crisis van de jaren 30, terwijl de opening van de George Washington Bridge en Lincoln Tunnel het autoverkeer nog meer faciliteerden. H & M Railroad was daardoor in 1954 een noodlijdend bedrijf geworden. Toen de Port Authority of New York and New Jersey plannen maakte voor de bouw van een World Trade Center, kon ze beschikken over de Hudson Terminal, indien ze ook de infrastructuur van de Hudson & Manhattan Railroad overnam en de uitbating voortzette en verbeterde. Vanaf 1962 heet de spoorwegmaatschappij dan ook Port Authority Trans-Hudson (PATH).
Hudson Terminal werd gesloten in 1971 toen het station onder het World Trade Center geopend werd in de keerlus onder Lower Manhattan tussen de twee Downtown Hudson Tubes. Het station was de terminus voor twee routes: Newark-World Trade Center en Hoboken-World Trade Center. Het station van het WTC werd volledig vernietigd tijdens de aanslagen op 11 september 2001. PATH moest zich terug plooien op de verbinding met 33rd Street. Op 23 november 2003 opende een provisoir station dat de dienstverlening door de Downtown Hudson Tubes onder de Hudson terug mogelijk maakte, de World Trade Center Transportation Hub, ook gekend als Oculus, opende in 2016.
Er is in Manhattan geen door PATH beheerde verbinding tussen het station en de PATH spoorweg in Lower Manhattan enerzijds en het PATH spoorwegnetwerk tot 33rd Street (rechtstreeks gekoppeld met Penn Station) dat langs de Uptown Hudson Tubes vanuit New Jersey vertrekt anderzijds, het netwerk van de metro van New York biedt dit uiteraard wel.
Atlanta (MARTA) · Baltimore (Baltimore Metro Subway) · Boston (MBTA Subway) · Chicago (Chicago 'L') · Cleveland (RTA Rapid Transit) · Los Angeles (Metro Rail) · Miami (Metrorail) · New York (New York City Subway) · New York/New Jersey (PATH) · Philadelphia (SEPTA) · Philadelphia/New Jersey (PATCO Speedline) · San Francisco Bay Area (BART) · San Juan (Tren Urbano) · Staten Island (Staten Island Railway) · Washington D.C. (Washington Metro)

Lightrail in de Verenigde Staten · Spoorwegen in de Verenigde Staten · Tram in de Verenigde Staten